# Бахтов, Константин Константинович
Константин Константинович Бахтов — советский хозяйственный, государственный и политический деятель.

## Биография
Родился в 1912 году. Член КПСС.
С 1935 года — на хозяйственной, общественной и политической работе. В 1935—1983 гг. — ответственный работник советской внешней торговли, начальник отдела торгового представительства СССР во Франции, коммерческий атташе, заместитель торгового представителя СССР во Франции, торговый представитель СССР в Бельгии, торговый представитель СССР в Италии, торговый представитель СССР во Франции.
Умер в Москве после 2001 года.

## Оценки
В торгпредстве, куда меня вскоре отправили, я работал под руководством Константина Константиновича Бахтова, которого также считаю своим учителем. Это была легендарная личность! Константин Константинович был известен тем, что во время войны эвакуировал из Франции персонал торгпредства СССР. Бахтов имел прямой выход на ЦК КПСС, где его хорошо знали. Это был жесткий человек, в рабочих вопросах очень требовательный, но что важно— стеной стоял за каждого сотрудника, если он нуждался в поддержке. Ведь за границей всякое случалось, кто-то оступался. А времена были непростые— для проштрафившихся сотрудников была чёрная метка. Загранкомандировки могли быть закрыты, и Константин Константинович горой стоял за тех, кому доверял, шел к послу и ручался за них.

Товарооборот между нашими странами (СССР и Италией) был тогда незначительным — 200 миллионов рублей в год. И передо мной была поставлена задача — увеличить его многократно. Для этого в числе прочего нужно было договориться с итальянскими властями о расширении штата торгпредства, чего мой предшественник сделать не смог.

## Награды и звания
- орден Ленина (14.05.1982)
- орден Октябрьской Революции (1971)
- пять орденов Трудового Красного Знамени (в том числе 08.09.1945, 14.04.1981)
- орден «Знак Почёта» (1958)

## Труды
- Бахтов Константин Константинович. Содержание обычаев, имеющих применение во внешнеторговом товарообороте СССР. — 1957.
- Бахтов, Константин Константинович. Экспорт Страны Советов : (Достижения, пробл. перспективы) / К. К. Бахтов, В. Т. Золоев. — М. : Междунар. отношения, 1981. — 103 с.; 20 см.